# Schiersfeld
Schiersfeld település Németországban, Rajna-vidék-Pfalz tartományban. Lakosainak száma 210 fő (2023. december 31.).

## Népesség
A település népességének változása:
| Lakosok száma | 311  | 222  | 222  | 223  | 204  | 210  |
|               | 1975 | 2017 | 2019 | 2021 | 2022 | 2023 |